# Novska
Novska este un oraș în cantonul Sisak-Moslavina, Croația, având o populație de 13.518 locuitori (2011).

## Demografie
Componența etnică a orașului Novska
     Croați (91,64%)
     Sârbi (4,74%)
     Romi (1,26%)
     Necunoscut (0,47%)
     Neclasificat (1,7%)
Componența confesională a orașului Novska
     Catolici (89,95%)
     Ortodocși (5,27%)
     Musulmani (1,89%)
     Fără religie și atei (1,22%)
     Necunoscută (1,25%)
     Alte religii (0,42%)
Conform recensământului din 2011, orașul Novska avea 13.518 locuitori. Din punct de vedere etnic, majoritatea locuitorilor (91,64%) erau croați, existând și minorități de sârbi (4,74%) și romi (1,26%). Apartenența etnică nu este cunoscută în cazul a 0,47% din locuitori. Din punct de vedere confesional, majoritatea locuitorilor (89,95%) erau catolici, existând și minorități de ortodocși (5,27%), musulmani (1,89%) și persoane fără religie și atei (1,22%). Pentru 1,25% din locuitori nu este cunoscută apartenența confesională.